# Michael Watson (Universalgelehrter)
Michael Watson (* 17. August 1623 in Stolp in Hinterpommern; † 7. Dezember 1665 in Kiel) war ein deutscher Historiker, Philosoph, Philologe, Politologe und Hochschullehrer.

## Leben
Watson war der Sohn von Jakob Watson und Sophie Watson, geb. Löfen. Sein Vater, der in Stolp einen Seidenhandel betrieb, entstammte einer angesehenen schottischen Familie. Michael Watson besuchte bis 1641 die Lateinschule in Stolp und studierte anschließend in Danzig und seit Herbst 1643 an  der Universität Königsberg, wo er bei Hartwig Wichelmann, Albert Linemann und Michael Falck Philosophie und bei Cölestin Myslenta und Christian Dreier Theologie studierte. Am 25. April 1647 wurde ihm in Königsberg  die Magisterwürde verliehen. In Königsberg begann er als Privatdozent damit, Vorlesungen über Physik zu halten. Nachdem er 1648 Rostock einen Besuch abgestattet hatte, hielt er sich nacheinander als Privatgelehrter in Leiden, Utrecht, Hamburg, Rostock,  Dänemark, Frankfurt an der Oder, Greifswald und Stralsund auf. In Leiden,  wo er ein Jahr zubrachte, hielt er Vorlesungen über die Ethik des Aristoteles. In Rostock war er seit 1654 Adjunkt der philosophischen Fakultät gewesen. 
1556 ging er nach Bremen und von dort nach  Helmstedt. Dort erhielt er  1658 endlich einen Ruf als  Professor der Physik, Politik und Geschichte an die Universität Rinteln. Nachdem ihm 1664 die theologische Doktorwürde verliehen worden war, ging er 1665 als Professor der Kirchengeschichte und der Allgemeinen Geschichte an die neu eingerichtete Universität Kiel. In Kiel verstarb er im selben Jahr, gerade zwei Monate nach Eröffnung der Universität. Auf seine Stelle folgte ihm Adam Tribbechov nach.
Watson hat eine beträchtliche Zahl von Streitschriften und philosophischen Abhandlungen veröffentlicht. In der Fachwelt galt er als Sammler alles Wissenwerten, weniger als systematischer Forscher und selbständiger Denker. In älteren Enzyklopädien wird er als Polyhistor bezeichnet.

## Schriften
- Unio Sapientiae, s. synopsis totius philosophiae, Bremen 1658.
- Clinodium Aristotelicum seu Dissertationes in universam philosophiam, Helmstedt 1661.
- Theatrum variarum rerum, s. excerpta et annotata in libros de rebus memorabilibus Puncinelli et Salmuthi, Bremen 1663.
- Disputationes in 5 ll. Metaphysicorum Aristotelis.
- Dissertationes in 8 ll. Politicorum Aristotelis.
- De vocabulorum ad sapientiam primam spectantium primis definitionibus et variis significationibus.